# Синти
Синти (синта, синто) — одна из западных ветвей цыган. Франкоязычные синти называются мануш (буквальный перевод с цыганского — «человек»). Традиционная территория проживания синти / мануш — Германия, Франция, Австрия, Нидерланды, Бельгия, Швейцария, север Италии, Швеция.
Родственны группе рома, некоторыми этнографами объединяются с ними, но в наши дни, как правило, считают себя отдельной от рома группой. Из группы рома наиболее близки к цыганам в Польше, Прибалтике, Белоруссии, России.
Несмотря на то, что синти и мануш до недавнего времени вели преимущественно кочевой образ жизни, на сегодняшний день настоящих кочевников в их среде мало. Вероисповедание: протестантизм (обычно евангелисты), католицизм. Средний образовательный уровень традиционно низкий.
Говорят на собственном диалекте, именуемом синти, который в свою очередь делится ещё на немалое количество диалектов, с сильным лексическим влиянием государственных языков Европы.

На территории Швейцарии синти активно взаимодействуют с енишами — этнокультурной группой, происходящей от немецкоязычных бродяг, отмечают с ними общие праздники, образовали вместе с ними единую организацию для представительства общих интересов перед властями. 

## Культура
Цыгане-мануш считают своей национальной музыкой джаз-мануш («цыганский джаз»), он появился менее ста лет назад. Таким образом, можно говорить, что своя художественная культура цыган-синти достаточно молода.
Национальным музыкальным инструментом цыган-синти долгое время была малая арфа.
Женский костюм цыган-синти в XVIII—XIX веках был примечателен: он отличался очень короткими юбками (до колена) и подоткнутыми фартуками. Его дополняли лиф на шнуровке, как у немецких крестьянок, свободная рубашка и немецкий женский чепец, надеваемый зачастую в отличной от коренного населения манере. На некоторых картинах того времени цыганки изображаются с красной лентой на голове. Ходить было принято босиком. Детей цыганки привязывали к спине.
Традиционными занятиями немецких цыган-синти были исполнение музыки, гадание, мелкая торговля, попрошайничество. Некоторое время в их число также входила военная служба.

## Теории происхождения названия
Происхождение названия «синти» неясно, по этому поводу имеется две теории.
Первая основана на сходстве с топонимом Синд (и названием жителей, Синдхи), области, на которую лингвистические и этнографические доказательства указывают как на вероятное место происхождения цыган на Юго-Востоке современного Пакистана.
Вторая производит название от одного из цыганских вожаков, Синделы.
Обе теории в полной мере соответствуют цыганскому менталитету (склонности называть свою этническую группу или клан по месту происхождения или имени основателя), и поэтому ни у одной пока нет приоритета.